# Dudkowce
Dudkowce (Promeropidae) – monotypowa rodzina ptaków z podrzędu śpiewających (Oscines) w rzędzie wróblowych (Passeriformes).

## Zasięg występowania
Rodzina obejmuje gatunki występujące w południowej i południowo-wschodniej Afryce.

## Morfologia
Długość ciała 23–44 cm (u samców dudkowca kafryjskiego wydłużony ogon o długości do 38 cm); masa ciała samców 30–46,5 g, samic 23–43 g.

## Systematyka

### Etymologia
Promerops: gr. προ pro „blisko, podobny”; rodzaj Merops Linnaeus, 1758, żołna.

### Podział systematyczny
Do rodziny należy jeden rodzaj z następującymi gatunkami:
- Promerops cafer (Linnaeus, 1758) – dudkowiec kafryjski
- Promerops gurneyi J. Verreaux, 1871 – dudkowiec natalski